# Johannes Hendrik Kramers (1891-1951)

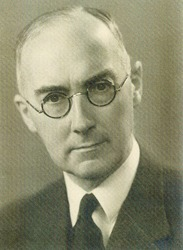
Johannes Hendrik Kramers

Johannes Hendrik Kramers (Rotterdam, 26 februari 1891 – Oegstgeest, 17 december 1951) was een Nederlands jurist, arabist, orientalist, islamoloog en hoogleraar in het Arabisch en de instellingen van de Islam aan de Universiteit Leiden.

## Leven
Hij was de zoon van Hendrik Kramers, arts, en Jeanne Susanne Breukelman. Zijn broer was de natuurkundige Hendrik Kramers. Op advies van Snouck Hurgronje studeerde hij in Leiden eerst rechten, en daarnaast Arabisch bij dr. A.A. Schaade en Snouck. Op 5 maart 1915 promoveerde hij in de rechten op het proefschrift Strafrechtspraak over Nederlanders in Turkije. Kramers werkte daarna als tolk aan het gezantschap in Istanboel. Na het ontslag van dr. H. van Gelder werd Kramers door Snoeck voorgedragen voor de vrijgekomen post van lector Perzisch en Turks in Leiden en gaf hij zijn openingsrede Over de geschiedschrijving bij de Osmaansche Turken. Hij was tolk Turks bij de Conferentie van Lausanne (1922-1923) en als tolk Koerdisch bij de commissie van de Volkenbond ter bemiddeling over Mosoel en de grens Turkije-Irak. Na het overlijden van Wensinck hield Kramers zijn intreerede De taal van den Koran als zijn opvolger als hoogleraar in het Arabisch en de instellingen van de islam op 8 februari 1940. In mei 1942 nam hij vrijwillig ontslag vanwege de bezetting. In 1945 herkreeg hij zijn hoogleraarschap (1945-1947), van 1946-1950 gaf hij Semitische taal- en letterkunde aan de Universiteit van Amsterdam. Kramers organiseerde in 1946 de erepromotie van Winston Churchill aan de Universiteit Leiden. Tot 1951 gaf hij in Leiden colleges voor de vakgebieden Arabisch, de instellingen van de islam, Perzisch, Turks en soms ook Armeens.

## Publicaties
onder meer:
- 1915: Strafrechtspraak over Nederlanders in Turkije, proefschrift Leiden
- 1926-1939: Monumenta Cartographica Africae et Aegypti
- 1938-1939: Opus Geographicum van Ibn Haukal, uitgave in twee delen, uit de 10de eeuw.
- 1949: De Semietische talen
- 1951: Al-Ghazali:  De Redder uit de Dwaling (vertaling)
- nieuwe editie van The Encyclopaedia of Islam/Encyclopédie de l'Islam  (Deel I: 1–320)
- De Koran uit het Arabisch vertaald (1956), tientallen drukken